# Dominique de la Rochefoucauld-Montbel
Dominique Principe e Conte de la Rochefoucauld-Montbel (Neuilly-sur-Seine, 6 luglio 1950) è un dirigente d'azienda francese.

## Biografia
Dominique de La Rochefoucauld-Montbel è nato a Neuilly-sur-Seine il 6 luglio 1950. Proviene dalla famiglia La Rochefoucauld, una delle più antiche famiglie nobili francesi. I suoi genitori erano Charles Emmanuel, principe de La Rochefoucauld-Montbel, e Joana Forbes. Ha due fratelli. Dal 2000 è a capo della famiglia La Rochefoucauld-Montbel con il titolo di principe. Questa famiglia è imparentata con la famiglia Borghese. Questa famiglia ha fatto molto per il santuario di Pellevoisin (Nostra Signora della Misericordia) e aveva la proprietà della grotta di Lascaux.
Ha frequentato la Worth School a Crawley nel West Sussex, il Collège Champittet a Losanna e l'Institut Florimont a Petit-Lancy, vicino a Ginevra. Dopo aver studiato economia all'ISC Paris Business School, ha lavorato in valuta estera e nel commercio dell'oro dal 1975 al 2004. Dirige una società di consulenza immobiliare e di gestione dei patrimoni immobiliari dal 2003 ed è anche membro del consiglio della Società degli Amici del Museo della Legion d'onore di Parigi. È Cancelliere dell'Accademia degli Psicologi del Gusto.
È stato ammesso nel Sovrano Militare Ordine di Malta nel 1992 ed è Cavaliere in Obbedienza dal 2008.
È membro del Consiglio dell'Associazione francese dei membri dell'Ordine dal 1994, ne è stato il vicepresidente dal 1997 al 2000 e presidente dal 2001 al 2014. È membro del Consiglio delle Opere Ospedaliere francesi dell'Ordine di Malta dal 1997 e ne è stato il vicepresidente dal 2012. Ricopre la carica di vicepresidente della Fondazione francese dell'Ordine di Malta dal 2008.
È stato presidente delegato dell'Ospedale della Sacra Famiglia a Betlemme dal 2009 al 2014 ed è membro del Consiglio Ospedaliero Internazionale del Sovrano Ordine di Malta (ICHOM – Roma) dal 2010 e presidente dello stesso in quanto Grande Ospedaliere dal 2014.
Il Capitolo Generale del 30 e 31 maggio 2014 lo ha eletto alla carica di Grande Ospedaliere. Il Capitolo Generale del 1º e 2 maggio 2019 lo ha riconfermato per un altro quinquennio.
Il 3 settembre 2022 papa Francesco promulgò la nuova Carta Costituzionale ed il relativo Codice Melitense e decretò la revoca delle Alte Cariche e lo scioglimento del Sovrano Consiglio chiamando a succedergli fra' Alessandro de Franciscis.
È sposato con Pascale Marie Subtil (gennaio 1984) e ha un figlio, il conte Gabriel (1987), Cavaliere di Onore e Devozione dell'Ordine di Malta e del Merito, e due figlie: Marie, dama dell'Ordine di Malta e del Merito (sposata con Thibault Jabouley, cavaliere dell'Ordine di Malta e del Merito); e Anne (sposata con Fabrizio Celestini, cavaliere dell'Ordine di Malta, figlio di Marcello Celestini, gentiluomo di sua Santità, ambasciatore dell'Ordine di Malta in Georgia e a San Marino, Ospedaliere del CISOM).